# Estádio Maria de Lourdes Abadia
O Estádio Maria de Lourdes Abadia, conhecido popularmente como Abadião, é um estádio de esportes brasileiro, situado em Ceilândia, no Distrito Federal.

## História
Seu nome é uma homenagem a Sra. Maria de Lourdes Abadia, ex-administradora de Ceilândia e ex-governadora do Distrito Federal. O Estádio foi inaugurado em 17 de julho de 1983. Com um amistoso interestadual entre Ceilândia Esporte Clube e Goiás Esporte Clube, na vitoria do Ceilândia por 2–1 sobre o Goiás. Com o maior público de sua história: 15 mil pessoas aproximadamente.

### Inauguração
Com primeiro gol marcado por Emerson, nº 8 do Goiás, aos 11 minutos do 1º tempo marcou o primeiro gol do novo estádio. Chico empatou aos 35 minutos e Valmir deu a vitória para o Ceilândia aos 35 minutos do 2º tempo.
O time do Ceilândia Esporte Clube era formado por: Ronaldo, Auro, Brito, Caio e Teixeira; Tião, Marquinhos e Chico; Chinézio, Joãozinho e Bill. Técnico: José Antônio Furtado Leal.
O time do Goiás Esporte Clube era formado por: Rodolfo, Maurício, Gilberto, Marques e Lourival; Adalberto, Tiãozinho e Emerson; Benevan, Bill e Mauricinho. Técnico: Triel.

### Primeiro jogo oficial
Quase um ano depois de ser inaugurado, aconteceu no Abadião o primeiro jogo oficial, válido pelo  Campeonato Brasiliense de Futebol de 1984.
CEILÂNDIA 1–1 GUARÁ  Data: 26.05.1984 
Gols: Chicão, 60 e Zé Maurício, 65
CEILÂNDIA: Ronaldo, Evandro, Juscelino, Tião e Teixeira; Chico, Ricardo (Aquino) e Chinézio; Clerton (Oliveira), Joãozinho e Wadi. Técnico: Francisco Antônio da Silva (Chicão).
GUARÁ: Bocaiúva, Boni, Luiz Fernando, Luiz Carlos e Geraldo Galvão; Barão, Serginho e Zé Maurício; Mané (Niltinho), Cilinho e Éder. Técnico: Ivan Paixão Ferreira “Gradim”.
Árbitro: Nilton de Castro.

## Reforma
De acordo com a Administração de Ceilândia, a reforma, que iniciou em novembro de 2013, aconteceu em duas etapas.
Na primeira etapa o muro de pré moldado, que estava prestes a desabar, foi substituído por um muro de alvenaria em blocos de cimento. O novo muro também é mais alto, agora com aproximadamente 4 metros evitará possíveis invasões.
Nesta primeira fase já foram construídos banheiros com acessibilidade às pessoas com deficiência, um posto médico, reformada a lanchonete e diversos reparos foram feitos em toda estrutura.
O estádio que hoje tem capacidade para 5 mil torcedores também irá receber nesse primeiro momento duas novas bilheterias, duas novas portarias que permitem a instalação de catracas eletrônicas, substituição dos portões das saídas de emergência, bem como a instalação de barras antipânico, visando atender todas as normas de segurança.
Outra grande novidade será a numeração das arquibancadas e a ampliação do estacionamento. Uma grande área no interior do estádio, que dá acesso às arquibancadas, recebeu bloquetes de concreto, e o torcedor ao visitar o Abadião encontrará diversas melhorias.
O Estádio Regional de Ceilândia melhorou muito nos últimos anos, particularmente com a última reforma, ocorrida nos anos de 2013 e 2014.
Com capacidade para 5.000 espectadores, os clubes de futebol Ceilândia Esporte Clube e Sociedade Atlético Ceilandense mandam seus jogos neste estádio.
Em 2016 mais um time entrou para a lista dos clubes mandantes, o Brasiliense Futebol Clube, devido uma grande reforma no gramado do seu estádio, o Serejão mais conhecido como Boca do Jacaré fez com que o clube mudasse de lugar temporariamente migrando para o Abadião.